# Tsunamistenar

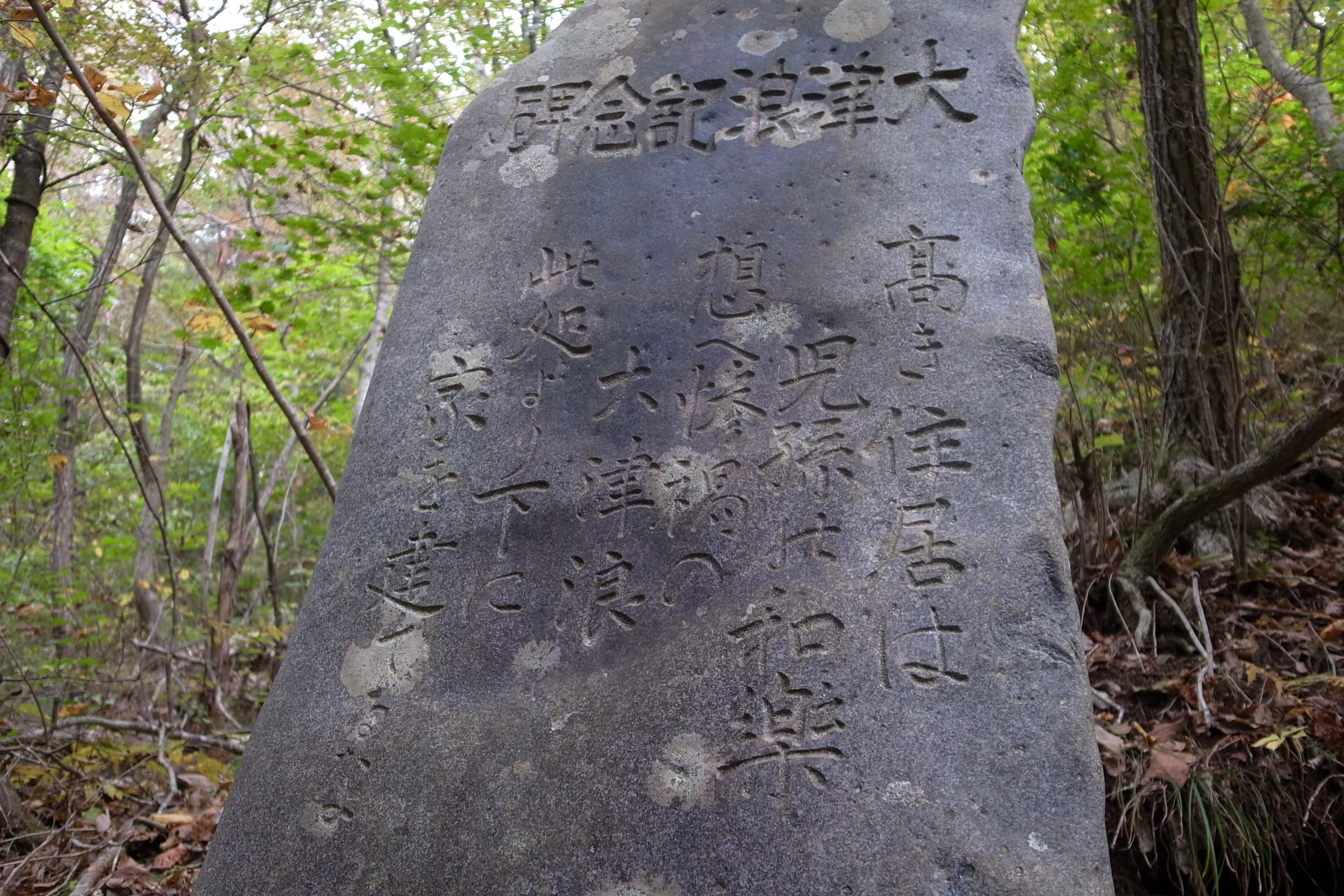
En tsunamisten vid Aneyoshi, Miyako i Japan.
" [...] kom ihåg den gigantiska tsunamin / bygg inte hus under denna plats. "

Tsunamistenar (engelska: tsunami stones, (japanska: 大津浪記念碑?)) är stenar placerade längs den japanska kusten med inskriptioner som varnar för tsunamier.
Vissa är mer än 600 år gamla, men den största andelen av tsunamistenarna restes i samband med två större tsunamier 1896 med höga dödstal.
Exempel på inskriptioner på tsunamistenarna är "var alltid förberedd för oväntade tsunamier", "om en jordbävning kommer, akta dig för tsunamier" och "bygg inte hus under denna plats"
Några tsunamistenar förstördes av tsunamin efter jordbävningen vid Tohoku 2011.